# Comté de Cumberland (Caroline du Nord)
Pour les articles homonymes, voir Comté de Cumberland.
Le comté de Cumberland est un comté de la Caroline du Nord.

## Histoire
Le comté a été constitué à partir du comté de Bladen en 1754. Il tient son nom de William Augustus de Cumberland (1721-1765), capitaine-général de l'armée britannique et commandant victorieux de la bataille de Culloden.
En 1771, une partie du comté fut dissociée pour former le comté de Wake et, en 1784, sa partie occidentale est devenue le comté de Moore.
En 1855, la partie nord a formé le comté de Harnett. Pour finir, en 1911, une portion fut intégrée au comté de Hoke lors de sa création.

## Géographie

### Villes
- Eastover
- Falcon
- Fayetteville
- Fort Bragg
- Godwin
- Hope Mills
- Linden
- Spring Lake
- Stedman
- Vander
- Wade

### Townships
Le comté est divisé en 11 townships : Beaver Dam, Black River, Carvers Creek, Cedar Creek, Cross Creek, Eastover, Gray's Creek, Manchester, Pearces Mill, Rockfish et Seventy-First.

## Démographie
| 1790  | 1800  | 1810  | 1820   | 1830   | 1840   |
| ----- | ----- | ----- | ------ | ------ | ------ |
| 8 730 | 9 264 | 9 382 | 14 446 | 14 834 | 15 284 |

| 1850   | 1860   | 1870   | 1880   | 1890   | 1900   |
| ------ | ------ | ------ | ------ | ------ | ------ |
| 20 610 | 16 369 | 17 035 | 23 836 | 27 321 | 29 249 |

| 1910   | 1920   | 1930   | 1940   | 1950   | 1960    |
| ------ | ------ | ------ | ------ | ------ | ------- |
| 35 284 | 35 064 | 45 219 | 59 320 | 96 006 | 148 418 |

| 1970    | 1980    | 1990    | 2000    | 2010    | - |
| ------- | ------- | ------- | ------- | ------- | - |
| 212 042 | 247 160 | 274 566 | 302 963 | 319 431 | - |